# Quinta de Olivos

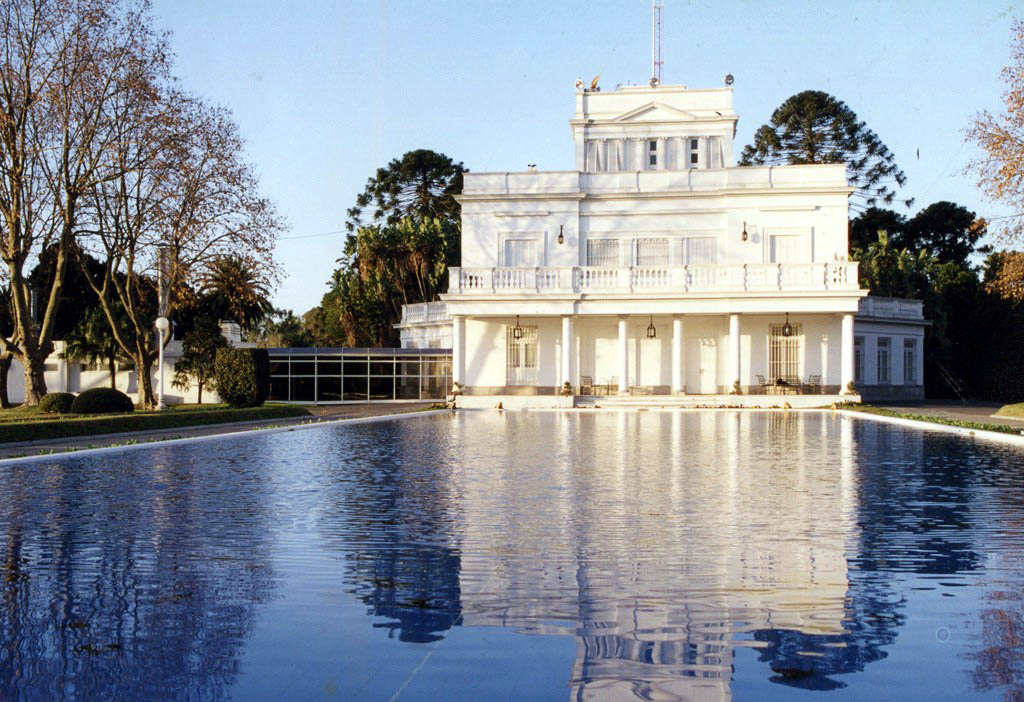
Außenansicht (1990)

Die Quinta de Olivos ist die offizielle Residenz des argentinischen Präsidenten. Sie befindet sich in Olivos, 20 km nordwestlich von Buenos Aires, am Ufer des Río de la Plata.

## Geschichte
Das 32 Hektar große Grundstück wurde 1580 erschlossen, im selben Jahr, in dem auch die (zweite) Stadtgründung von Buenos Aires stattfand. 1854 wurde das Gebäude durch den Architekten Prilidiano Pueyrredón erbaut. 1918 wurde das Gelände von Carlos Villate Olaguer dem Staat gespendet. Nachdem Agustín Pedro Justo (de facto Präsident von 1932–1938) die Lokalität gelegentlich für Sommerbesuche nutzte, war Pedro Eugenio Aramburu (de facto Präsident von 1955–1958) der erste Präsident, der die Residenz offiziell nutzte.